# Proschora amaura
Proschora amaura là một loài bướm đêm trong họ Noctuidae.